# カノーポ級フリゲート
カノーポ級フリゲート級（イタリア語: fregate della Classe Canopo）は、イタリア海軍が運用していたフリゲートの艦級。
なお、半月遅れて起工された「チェンタウロ」のほうが先に竣工したことから、こちらをネームシップとして扱って、チェンタウロ級フリゲート（イタリア語: fregate della Classe Centauro）と称されることもある。

## 来歴
本級は、イタリア共和国憲法体制下のイタリア海軍（Marina Militare Italiana）として初めての国産フリゲートであり、第一次五カ年計画中の1950年計画より建造を開始した。なお、「カストーレ」「チーニョ」の建造費はアメリカ合衆国の相互防衛援助計画（MDAP）によって賄われた。

## 装備
対空捜索レーダーとしては、当初はマイクロ・ラムダ社（現在のSELEX社）のMLA-1を搭載していたが、1960年に全艦でアメリカ製のAN/SPS-6に換装した。また対水上捜索レーダーも、当初はアメリカ製のSG-6Bを搭載していたが、後に国産のSPQ-2に換装された。ソナーとしては、当初はAN/SQS-11Aを搭載していたが、後にAN/SQS-4、更にはAN/SQS-36に換装された。
主砲としては、当初はSMP3ソヴラポスト 62口径76mm連装砲が搭載された。これは砲身を上下双連とした独特な設計を採用していたが、維持管理に手間がかかったうえに動作不良が多発し、後に単装版のMMIアラーガトに換装した。主方位盤はオフィシン・ガリレオ社のOG-2を搭載したが、これはアメリカのMk.57に相当するものであり、火器管制レーダーとしては、アメリカ製のMk.39のイタリア版であるMLT-4が用いられていた。後にこれはOG-3に換装されたが、これはアメリカのMk.56に相当するものであり、RTN-7X火器管制レーダーを用いていた。機銃用の射撃指揮装置としては同社のOG-1を搭載したが、これはアメリカのMk.51のカウンターパートであった。

## 配備
1952年5月にコストゥルツィオーニ・ナヴァリ・ティグッリオ（CNT）社とアンサルド社で1隻ずつが起工され、また1954年から1955年にかけてCNT社でさらに2隻が起工された。
| #     | 艦名                  | 起工      | 竣工      | 退役       |
| F 531 | カノーポ Canopo       | 1952年5月 | 1959年4月 | 1982年9月  |
| F 533 | カストーレ Castore    | 1955年3月 | 1957年7月 | 1983年1月  |
| F 554 | チェンタウロ Centauro | 1952年5月 | 1957年5月 | 1985年5月  |
| F 555 | チーニョ Cigno        | 1954年2月 | 1957年3月 | 1983年10月 |